# Серолютка гобийская
Серолютка гобийская (лат. Sympecma gobica) — вид стрекоз, принадлежащий к семейству Лютки.

## Этимология
Gobicus (латинский язык) — гобийский, относящийся к пустыне Гоби в Монголии. Вид впервые обнаружен на окраине пустыни Гоби.

## Ареал
Центральная Азия, отмечается как редкий вид в Кабардино-Балкарии и на Восточном Кавказе, включая Дагестан.

## Описание
Длина 34—39 мм, длина брюшка 25—30 мм; длина заднего крыла 18—23 мм. Срединная бронзовая полоса на груди самцов с острыми выступами в задней части. Рисунок па тергитах брюшка ажурный, с заостренными завитками. У самцов нижние анальные придатки короткие.

## Биология
Встречается в различных типах стоячих водоемов с хорошо развитой водной растительностью, включая более или менее засоленные. Развивается в двух поколениях за год и регулярно зимуют в имагинальной фазе в умеренном климате. Время лёта первого поколения — мая-июль, второго — август—сентябрь.